# Hayden Roulston
Hayden David Roulston (Ashburton, 10 januari 1981) is een Nieuw-Zeelands voormalig wielrenner.
In 2007 en 2008 kon hij niet meer rijden als prof, maar in 2009 kon hij naar een nieuwe ploeg, Cervélo. Het jaar daarop verliet Roulston het team waarvoor hij één jaar had gereden, om naar Team HTC-Columbia te vertrekken. Hij nam in totaal tweemaal deel aan de Olympische Spelen en won hierbij twee medailles. Daarnaast wint Roulston vooral koersen in eigen land.

## Belangrijkste overwinningen
2002
- 2e etappe Ronde van Wellington

2003
- 2e en 3e etappe Tour de Vineyards
- 7e etappe Ronde van Polen

2004
- 1e etappe Ronde van Wallonië
- 3e etappe Ronde van Southland

2006
- NK achtervolging op de baan, elite
- 1e, 2e en 3e etappe Tour de Vineyards
- Eindklassement Tour de Vineyards
- 3e, 5e en 6e etappe Ronde van Wellington
- eindklassement Ronde van Wellington
- 2e etappe McLane Pacific Classic
- NK op de weg, elite
- Eindklassement Ronde van Southland

2007
- 1e, 4e en 6e etappe Ronde van Wellington
- Eindklassement Ronde van Wellington
- Pegasus Subway Classic
- Eindklassement Ronde van Southland
- Oceania Cycling Championships op de weg

2008
- 2e en 3e etappe Tour de Vineyards
- 4e en 6e etappe Ronde van Wellington
- GP Etienne de Wilde
- Falmagne - Dinant Interclub
- 1e, 4e etappe Ronde van Deux Sèvres
- Eindklassement Ronde van Deux Sèvres
- 4e en 5e etappe Ronde van Southland
- Eindklassement Ronde van Southland

2009
- 1e etappe Ronde van Southland

2010
- Eindklassement Tour de Vineyards
- Gemenebestspelen
- 6e etappe Ronde van Denemarken
- 1e etappe Ronde van Spanje (Ploegentijdrit met Mark Cavendish, Bernhard Eisel, Matthew Goss, Kanstantsin Siwtsow, Tejay van Garderen, Martin Velits en Peter Velits)
- 1e etappe Ronde van Southland (Ploegentijdrit)
- 8e etappe Ronde van Southland
- Eindklassement Ronde van Southland
- Harbour Ride Long Bays Classic

2011
- Nieuw-Zeelands kampioen op de weg, Elite

2013
- Nieuw-Zeelands kampioen op de weg, Elite

2014
- Nieuw-Zeelands kampioen op de weg, Elite

## Resultaten in voornaamste wedstrijden
| Jaar | Ronde van Italië | Ronde van Frankrijk | Ronde van Spanje |
| ---- | ---------------- | ------------------- | ---------------- |
| 2005 |                  |                     |                  |
| 2006 |                  |                     |                  |
| 2007 |                  |                     |                  |
| 2008 |                  |                     |                  |
| 2009 |                  | 79e                 |                  |
| 2010 |                  |                     | opgave           |
| 2011 |                  |                     |                  |
| 2012 |                  |                     | opgave           |
| 2013 | opgave           |                     |                  |
| 2014 |                  |                     |                  |
| 2015 |                  |                     |                  |

| Jaar | Milaan-San Remo | Gent-Wevelgem | Ronde van Vlaanderen | Parijs-Roubaix | Kuurne-Brussel-Kuurne |  | WK op de weg |  | Wereldranglijsten |
| ---- | --------------- | ------------- | -------------------- | -------------- | --------------------- |  | ------------ |  | ----------------- |
| 2005 | 90e             |               | opgave               |                | 7e                    |  |              |  |                   |
| 2006 |                 |               |                      |                |                       |  |              |  |                   |
| 2007 |                 |               |                      |                |                       |  | opgave       |  |                   |
| 2008 |                 |               |                      |                |                       |  |              |  |                   |
| 2009 | 103e            |               | opgave               | opgave         |                       |  | 96e          |  | 198e (UWK)        |
| 2010 |                 | opgave        | 75e                  | 10e            | 4e                    |  |              |  | 207e (UWK)        |
| 2011 |                 |               |                      |                |                       |  |              |  |                   |
| 2012 | 111e            | opgave        | 21e                  | 26e            |                       |  | opgave       |  |                   |
| 2013 | opgave          |               | opgave               | 53e            |                       |  |              |  |                   |
| 2014 | 70e             | opgave        | opgave               | opgave         |                       |  |              |  |                   |
| 2015 | 131e            | opgave        | 65e                  | opgave         |                       |  |              |  |                   |

## Ploegen
- 2002-Cofidis
- 2003-Cofidis
- 2004-Cofidis
- 2005-Discovery Channel
- 2006-Health Net-Maxxis
- 2009-Cervélo TestTeam
- 2010-Team HTC-Columbia
- 2011-Team HTC-High Road
- 2012-RadioShack-Nissan-Trek
- 2013-RadioShack-Leopard
- 2014-Trek Factory Racing
- 2015-Trek Factory Racing